# Thomas Jones (football américain)
Pour les articles homonymes, voir Jones et Thomas Jones.
(en) Statistiques sur pro-football-reference
Thomas Jones est un joueur américain de football américain, né le 19 août 1978 à Big Stone Gap (Virginie), qui évolue au poste de running back.

## Biographie

### Carrière universitaire
Il effectua sa carrière universitaire avec les Cavaliers de la Virginie de l'Université de Virginie.

### Carrière professionnelle
Il fut drafté à la 7e place (1er tour) en 2000 par les Cardinals de l'Arizona. Après un passage aux Buccaneers de Tampa Bay et aux Bears de Chicago, il est aux Jets de New York.
Il a dépassé les 1 000 yards à la course en 2005.

## Palmarès
1999 : 8e du trophée Heisman
1999 : 3e à la course en NCAA